# Wielonarodowa Dywizja Północny Wschód MNDNE

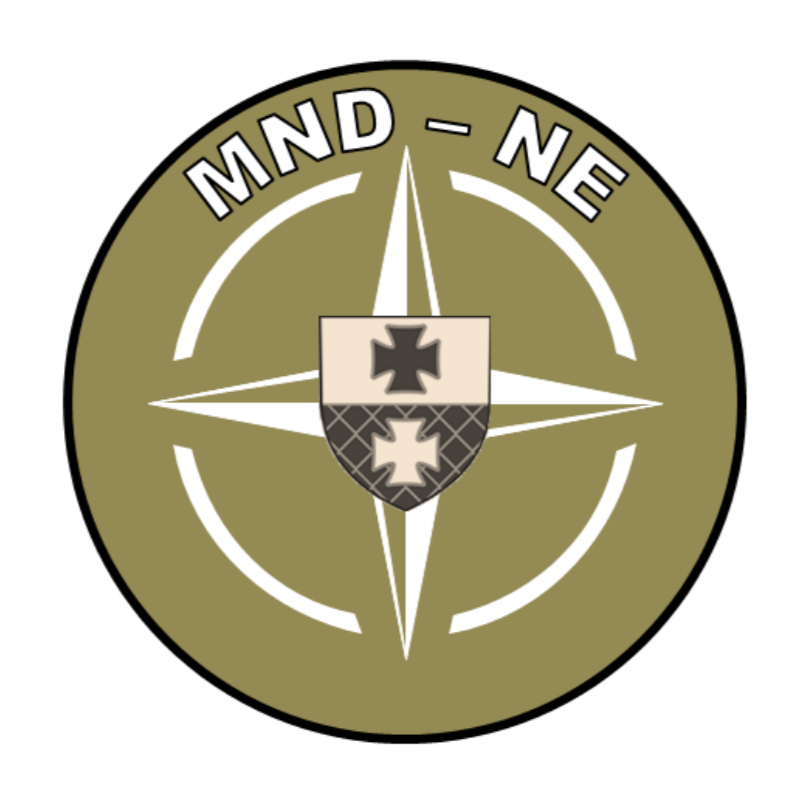
Oznaka rozpoznawcza MND-NE
na mundur polowy.

Wielonarodowa Dywizja Północny Wschód (ang. Multinational Division North East; MND-NE) – związek taktyczny Paktu Północnoatlantyckiego.
Dowództwo Dywizji koordynuje działania grup bojowych wojsk NATO rozmieszczonych na Litwie i w Polsce. Pozostaje również w gotowości do prowadzenia działań w ramach obrony kolektywnej.

## Charakterystyka
Formowanie dowództwa dywizji rozpoczęło się w kwietniu 2017 w Elblągu. Z końcem czerwca dowództwo osiągnęło Wstępną Gotowość Operacyjną. Certyfikację dowództwa prowadzono w okresie od czerwcu do 6 grudnia 2018, kiedy to potwierdzono gotowość dowództwa do realizacji stojących przed nim zadań. W styczniu 2020 dowództwu dywizji podporządkowano litewską Brygadę „Żelazny Wilk” i polską 15 Giżycką Brygadę Zmechanizowaną.
Dowódcą Wielonarodowej Dywizji NATO Północny Wschód od 9 sierpnia 2024 r. jest generał brygady Jarosław Górowski; zastępcą dowódcy dywizji jest czeski generał brygady Jan Štěpánek a szefem sztabu jest litewski pułkownik Aleksiejus Gaiževskis .

## Struktura organizacyjna
2023
 dowództwo Dywizji (Elbląg)
- pułk wsparcia dowodzenia Wielonarodowej Dywizji Północny-Wschód
- 15 Brygada Zmechanizowana (Giżycko)
  -  Batalionowa Grupa Bojowa eFP w Polsce (Orzysz)
- Brygada Zmechanizowana Żelazny Wilk (Rukłe)
  -  Batalionowa Grupa Bojowa eFP na Litwie (Rukłe)

## Dowódcy MND-NE
- gen. dyw. Krzysztof Motacki (2017–2021)
- gen. dyw. Zenon Brzuszko (2021–2024)
- gen. dyw. Jarosław Górowski (2024–)